# Waukomis (Oklahoma)
Waukomis é uma cidade localizada no estado norte-americano de Oklahoma, no Condado de Garfield. Sua população é de 1.321 habitantes segundo o censo de 2000. Localiza-se pelas coordenadas 36° 16′ 50″ N, 97° 54′ 08″ O
Ela se localiza a apenas cinco quilômetros ao sul da Base de Força Aérea Americana no estado de Oklahoma. Está a aproximadamente 112 quilômetros de Oklahoma City.